# Handelskauf
Als Handelskauf wird ein Kaufvertrag bezeichnet, der für mindestens eine der beteiligten Parteien ein Handelsgeschäft ist. Er ist im zweiten Abschnitt des vierten Buchs des Handelsgesetzbuchs (HGB) in den §§ 373–382 geregelt.
Gegenstand des Handelskaufs ist der Kauf von Waren. Die Regeln des Handelskaufs finden allerdings auch auf den Tauschvertrag Anwendung, da sich dieser nach Kaufrecht richtet. § 381 HGB ordnet außerdem an, dass die Vorschriften des Handelskaufs auch auf den Kauf von Wertpapieren sowie auf Werklieferungsverträge Anwendung finden.
Im Grundsatz werden solche Verträge nach den Vorschriften des Bürgerlichen Gesetzbuchs (BGB) abgewickelt. Das HGB enthält allerdings einige von den Vorgaben des BGB abweichende Bestimmungen, die auf den Handelsverkehr zugeschnitten sind: Sonderbestimmungen für den Annahmeverzug (§§ 373–374 HGB), den Bestimmungskauf (§ 375 HGB), den Fixhandelskauf (§ 376 HGB) und die Rügeobliegenheit (§§ 377–379 HGB). § 380 HGB ordnet an, dass bei Massenangaben im Handelsverkehr die Masse der Verpackung (Tara) grundsätzlich nicht mitberechnet werden darf.

## Annahmeverzug (§§ 373–374 HGB)
§ 373 und § 374 HGB lauten seit ihrem Inkrafttreten am 1. Januar 1900 wie folgt:
(1) Ist der Käufer mit der Annahme der Ware im Verzug, so kann der Verkäufer die Ware auf Gefahr und Kosten des Käufers in einem öffentlichen Lagerhaus oder sonst in sicherer Weise hinterlegen.
(2) Er ist ferner befugt, nach vorgängiger Androhung die Ware öffentlich versteigern zu lassen; er kann, wenn die Ware einen Börsen- oder Marktpreis hat, nach vorgängiger Androhung den Verkauf auch aus freier Hand durch einen zu solchen Verkäufen öffentlich ermächtigten Handelsmakler oder durch eine zur öffentlichen Versteigerung befugte Person zum laufenden Preis bewirken. Ist die Ware dem Verderb ausgesetzt und Gefahr im Verzug, so bedarf es der vorgängigen Androhung nicht; dasselbe gilt, wenn die Androhung aus anderen Gründen untunlich ist.
(3) Der Selbsthilfeverkauf erfolgt für Rechnung des säumigen Käufers.
(4) Der Verkäufer und der Käufer können bei der öffentlichen Versteigerung mitbieten.
(5) Im Falle der öffentlichen Versteigerung hat der Verkäufer den Käufer von der Zeit und dem Ort der Versteigerung vorher zu benachrichtigen; von dem vollzogenen Verkauf hat er bei jeder Art des Verkaufs dem Käufer unverzüglich Nachricht zu geben. Im Falle der Unterlassung ist er zum Schadensersatz verpflichtet. Die Benachrichtigungen dürfen unterbleiben, wenn sie untunlich sind.
 Nach § 293 BGB kommt in Annahmeverzug, wer Gläubiger einer Leistung ist und diese trotz ordnungsgemäßen Angebots des Schuldners nicht annimmt. Dies führt nach § 300 Abs. 2 BGB dazu, dass die Gefahr des Untergangs der Ware auf den Gläubiger übergeht. Dieser läuft also Gefahr, dass die Kaufsache zwar untergeht, er aber dennoch den Kaufpreis für die Ware zahlen muss. Der Verkäufer kann die Ware weiter aufbewahren und die hiermit verbundenen Kosten vom Gläubiger nach § 304 BGB ersetzt verlangen. Falls die Ware zur Hinterlegung geeignet ist, was auf Geld, Wertpapiere, sonstige Urkunden und auf Kostbarkeiten zutrifft, darf er sie auch nach § 372 Satz 1 BGB bei einer geeigneten Stelle hinterlegen oder sie nach § 383 Abs. 3 BGB durch Selbsthilfeverkauf am Leistungsort verwerten und den Erlös für den Schuldner hinterlegen. Hierdurch wird der Verkäufer von seiner Leistungspflicht frei.
Nach § 374 HGB bleiben diese Rechte des Käufers auch bei Handelskäufen bestehen. Zusätzlich sieht § 373 HGB für die Situation des Annahmeverzugs Vereinfachungen zugunsten des Verkäufers vor. Nach § 373 Absatz 1 HGB erstreckt sich die Hinterlegungsfähigkeit auf alle beweglichen Sachen. Der Kreis der Stellen, an denen Waren hinterlegt werden können, ist um öffentlich betriebene Warenhäuser ergänzt. Anders als die Hinterlegung nach BGB-Recht hat die Hinterlegung nach § 373 HGB keine Erfüllungswirkung.
Das Recht zum Selbsthilfeverkauf wird dahingehend erweitert, dass der Verkäufer über Ort und Zeit des Verkaufs frei entscheiden kann. Allerdings muss der Selbsthilfeverkauf dem Käufer grundsätzlich im Vorfeld angedroht werden. Dies muss in einer Weise erfolgen, dass der Schuldner Gelegenheit erhält, den Selbsthilfeverkauf durch Annahme der Ware abzuwenden. Weiterhin muss der Verkäufer die Sache nicht zwingend versteigern lassen, sondern darf die Ware auch eigenhändig verkaufen. Das setzt allerdings voraus, dass die Ware einen Marktpreis hat. Der Lieferanspruch erlischt hierdurch, stattdessen kann der Käufer vom Verkäufer den erzielten Erlös herausverlangen.

## Bestimmungskauf/Spezifikationskauf (§ 375 HGB)
Obliegt dem Käufer beim Kauf einer beweglichen Sache die nähere Bestimmung (Spezifikation) der Sache, so liegt ein Spezifikationskauf vor. § 375 HGB lautet seit seiner letzten Veränderung vom 1. Januar 2002 wie folgt:
Die Norm stellt eine besondere Ausprägung des Rechts zur einseitigen Leistungsbestimmung (§ 315 - § 319 BGB) dar. Beim Bestimmungskauf einigen sich die Parteien über einen Kaufgegenstand, der in seiner Beschaffenheit noch unbestimmt ist. Der Verkäufer räumt dem Käufer das Recht ein, die nähere Ausgestaltung der Kaufsache zu einem späteren Punkt zu bestimmen. Neben der Kaufpreiszahlung stellt dieses Recht eine Hauptleistungspflicht des Käufers dar.
Gerät der Käufer mit der Bestimmung in Verzug, ist der Verkäufer nach § 375 Absatz 2 Satz 1 HGB berechtigt, die Bestimmung selbst vorzunehmen. Nach Satz 2 teilt er in diesem Fall dem Käufer seine Bestimmung mit und gibt ihm die letzte Möglichkeit, eine andere Bestimmung vorzunehmen. Anstelle der Selbstvornahme kann der Verkäufer die Fristsetzung aber auch mit einer Schadensersatzforderung wegen Nichtleistung verbinden oder den Rücktritt vom Vertrag androhen. Außerdem kann er Ersatz von Verzugsschäden verlangen.
Der Bestimmungskauf unterscheidet sich dadurch von der Wahlschuld, dass der Käufer zwar auch bei letzteren aus mehreren Leistungsgegenständen wählen kann, diese sind jedoch hinsichtlich ihrer Eigenschaften bereits bestimmt.

## Fixhandelskauf (§ 376 HGB)
§ 376 HGB lautet seit seinem Inkrafttreten am 1. Januar 1900 wie folgt:
(2) Wird Schadensersatz wegen Nichterfüllung verlangt und hat die Ware einen Börsen- oder Marktpreis, so kann der Unterschied des Kaufpreises und des Börsen- oder Marktpreises zur Zeit und am Ort der geschuldeten Leistung gefordert werden.
(3) Das Ergebnis eines anderweit vorgenommenen Verkaufs oder Kaufs kann, falls die Ware einen Börsen- oder Marktpreis hat, dem Ersatzanspruch nur zugrunde gelegt werden, wenn der Verkauf oder Kauf sofort nach dem Ablauf der bedungenen Leistungszeit oder Leistungsfrist bewirkt ist. Der Verkauf oder Kauf muss, wenn er nicht in öffentlicher Versteigerung geschieht, durch einen zu solchen Verkäufen oder Käufen öffentlich ermächtigten Handelsmakler oder eine zur öffentlichen Versteigerung befugte Person zum laufenden Preis erfolgen.
Der Fixhandelskauf ist ein Fall des relativen Fixgeschäfts. Hierbei handelt es sich um ein Geschäft, bei dem die rechtzeitige Leistung des Schuldners für den anderen von besonderer Bedeutung ist. Erfolgt diese Leistung verspätet, besteht im Regelfall kein Interesse des Gläubigers am Erhalt der Ware. In Abgrenzung zum absoluten Fixgeschäft ist es allerdings nicht so, dass die Ware durch die verspätete Lieferung für den Schuldner wertlos wird. Daher bleibt der Vertrag nach Fristversäumnis bei einem relativen Fixgeschäft bestehen. Der Gläubiger kann allerdings vom Vertrag zurücktreten und Schadensersatz fordern, nachdem er dem Schuldner erfolglos eine Nachfrist zur Leistung gesetzt hat.
Beim Fixhandelskauf erlischt dagegen nach § 376 Absatz 1 Satz 2 bereits durch Fristablauf der Erfüllungsanspruch des Gläubigers. Dies kann der Gläubiger verhindern, indem er dem Schuldner unverzüglich nach dem Fristversäumnis mitteilt, dass sein Interesse an der Kaufsache fortbesteht. Unterlässt der Schuldner eine solche Anzeige, braucht der Gläubiger abweichend von den Regeln des BGB keine Nachfrist zu setzen, sondern kann unmittelbar Sekundäransprüche (Rücktritt und Schadensersatz) geltend machen.
Die Höhe des Schadensersatzanspruchs wird nach § 376 Absatz 2 HGB aus der Differenz zwischen dem vereinbarten Kaufpreis und dem Börsen- oder Marktpreis der Ware berechnet. Die Höhe des konkreten Preises aus dem Wiederverkauf kann der Schadensberechnung nur zugrunde gelegt werden, wenn der Schuldner die Ware unmittelbar nach Ablauf der Frist öffentlich versteigern oder durch einen Handelsmakler oder durch eine zur öffentlichen Versteigerung befugten Person zum laufenden Preis verkaufen ließ. Diese Regelung bezweckt den Schutz des Schuldners vor Spekulationsgeschäften des Gläubigers.

## Untersuchungs- und Rügeobliegenheit (§§ 377–379 HGB)

### Normtext
§ 378 HGB wurde durch das Schuldrechtsmodernisierungsgesetz am 1. Januar 2002 aufgehoben. § 377 und § 379 HGB lautet seit ihrem Inkrafttreten am 1. Januar 1900 wie folgt:
(1) Ist der Kauf für beide Teile ein Handelsgeschäft, so hat der Käufer die Ware unverzüglich nach der Ablieferung durch den Verkäufer, soweit dies nach ordnungsmäßigem Geschäftsgang tunlich ist, zu untersuchen und, wenn sich ein Mangel zeigt, dem Verkäufer unverzüglich Anzeige zu machen.
(2) Unterlässt der Käufer die Anzeige, so gilt die Ware als genehmigt, es sei denn, dass es sich um einen Mangel handelt, der bei der Untersuchung nicht erkennbar war.
(3) Zeigt sich später ein solcher Mangel, so muss die Anzeige unverzüglich nach der Entdeckung gemacht werden; anderenfalls gilt die Ware auch in Ansehung dieses Mangels als genehmigt.
(4) Zur Erhaltung der Rechte des Käufers genügt die rechtzeitige Absendung der Anzeige.
(5) Hat der Verkäufer den Mangel arglistig verschwiegen, so kann er sich auf diese Vorschriften nicht berufen.
§ 379
(1) Ist der Kauf für beide Teile ein Handelsgeschäft, so ist der Käufer, wenn er die ihm von einem anderen Ort übersendete Ware beanstandet, verpflichtet, für ihre einstweilige Aufbewahrung zu sorgen.
§ 377 HGB beschreibt die Obliegenheit des Käufers, die Kaufsache nach Ablieferung unverzüglich auf Mängel hin zu untersuchen und, falls vorhanden, diese zu rügen. Unterlässt er dies, gilt die Ware als genehmigt, wodurch er seine Gewährleistungsrechte verlieren kann. Zweck dieser Norm ist einerseits, die dem Handelsrecht inhärente rasche Abwicklung von Geschäften zu unterstützen, andererseits, den Verkäufer vor Beweisnot zu schützen.

### Voraussetzungen

#### Beiderseitiger Handelskauf
Die Obliegenheit besteht nur bei zweiseitigen Handelskäufen. Dies bedeutet, dass beide Vertragspartner Kaufmannseigenschaft haben. Ist ein Vertragspartner kein Kaufmann, kommt § 377 HGB daher grundsätzlich nicht zur Anwendung. Eine Ausnahme besteht bei Personen, die den Anschein erwecken, Kaufmann zu sein. Maßgeblicher Zeitpunkt, zu dem die Kaufmannseigenschaft vorliegen muss, ist der Vertragsschluss.

#### Ablieferung der Ware
Weiterhin muss die Ware abgeliefert worden sein. Dies ist der Fall, wenn die Ware derart in den Machtbereich des Käufers oder einer von diesem eingeschalteten Hilfsperson gelangt ist, dass er sie auf Mängel hin untersuchen kann. Bei einer Holschuld geschieht dies durch Übergabe der Kaufsache an den Käufer. Dementsprechend gilt die Ware beim Versendungskauf als abgeliefert, wenn die Transportperson die Ware an den Käufer ausliefert. Es genügt aber auch, wenn diese die Ware am dafür vorgesehenen Ablieferungsort bereitstellt, da die Inbesitznahme der Sache durch den Käufer allein von dessen Mitwirkung abhängt. Gleiches gilt bei einer Bringschuld: Verweigert der Käufer die Annahme der Sache, gilt sie dennoch als abgeliefert. Verkauft der Käufer die Ware an einen Dritten weiter, bevor er sie selbst in Besitz genommen hat, verbleibt die Rügeobliegenheit dennoch bei ihm. Die Ablieferung bei solchen Streckengeschäften erfolgt durch die Beförderung der Ware zum Letztkäufer. Daher trägt der Erstkäufer das Risiko, dass sein Käufer den Mangel zwar entdeckt, seinen Verkäufer aber nicht darauf hinweist. Gleiches gilt bei der unmittelbaren Weitergabe einer Sache durch einen kaufmännischen Käufer im Rahmen eines Leasingvertrags.
Ab dem Zeitpunkt der Ablieferung beginnt der Ablauf der Rügefrist. Die Ablieferung muss im Wesentlichen vollständig erfolgen, sodass es den Beginn der Rügefrist hemmen kann, wenn beispielsweise das für die Benutzung der Kaufsache erforderliche Handbuch fehlt. Beim Kauf von Software wurde der Begriff der Ablieferung teilweise weit gefasst und erst nach der Durchführung eines Probelaufs oder einer umfangreichen Testphase angenommen. Eine derartige Ausweitung des Zeitraums, innerhalb dessen der Käufer rügen kann, widerspricht jedoch dem Zweck des § 377 HGB, weswegen die heute vorherrschende Ansicht die Ablieferung von Software nach allgemeinen Kriterien beurteilt.

#### Mangelhaftigkeit der Ware
Schließlich muss die Kaufsache mangelhaft sein. Die Beurteilung der Mangelhaftigkeit der Sache richtet sich nach allgemeinen kaufrechtlichen Bestimmungen. Nach § 434 BGB ist unter einem Mangel ein Abweichen der tatsächlichen Beschaffenheit der Sache von ihrer Soll-Beschaffenheit zu verstehen. Nach § 434 Abs. 3 BGB stellt auch die Lieferung einer falschen Sache (eines aliud) einen solchen Mangel dar. Dies gilt auch, wenn es sich beim gelieferten Gegenstand um eine völlig andere Sache als die vom Käufer erwartete handelt. Die frühere in § 378 HGB geregelte Unterscheidung zwischen genehmigungsfähigen und nicht genehmigungsfähigen Falschlieferungen wurde im Rahmen der Schuldrechtsmodernisierung mit Wirkung zum 1. Januar 2002 aufgehoben.
Umstritten ist, ob sich die Mängelrügeobliegenheit auf Sachmängel beschränkt oder auch Rechtsmängel erfasst. Gegen eine Beschränkung wird eingewandt, dass der Gesetzgeber in der Schuldrechtsreform eine Gleichbehandlung von Sach- und Rechtsmangel herbeiführen wollte.

#### Keine rechtzeitige Rüge
Nach Ablieferung hat der Käufer die Ware zu untersuchen. Ablauf und Dauer einer ordnungsgemäßen Untersuchung richten sich nach § 377 Absatz 1 HGB danach, was nach dem ordnungsgemäßen Geschäftsgang tunlich ist. Der Umfang der Untersuchungsobliegenheit richtet sich daher insbesondere nach der gelieferten Ware. Bei einer großen Menge an Kaufsachen genügt beispielsweise eine stichprobenartige Untersuchung. Bei einer Markenware kann der Prüfmaßstab wegen einer niedrigeren Fehlerwahrscheinlichkeit geringer sein.
Der Zeitraum, innerhalb dessen ein Mangel gerügt werden muss, richtet sich danach, ob ein offener oder ein versteckter Mangel vorliegt. Ein offener Mangel kann bereits im Rahmen einer ordnungsgemäßen Prüfung entdeckt werden. Bei derartigen Mängeln beträgt die Rügefrist meist wenige Tage. Anders verhält es sich bei versteckten Mängeln. Da diese erst durch erheblichen Prüfungsaufwand entdeckt werden, beginnt der Ablauf der Rügefrist erst bei Entdeckung des Mangels. Die Rüge ist nicht formgebunden. Nach § 377 Abs. 4 HGB wirkt bereits das Absenden der Mängelrüge fristwahrend.

#### Kein Ausschluss der Rügeobliegenheit
§ 377 HGB ist dispositiv, der Käufer kann die Norm daher zu seinen Gunsten abbedingen. Geschieht dies im Rahmen von allgemeinen Geschäftsbedingungen, unterliegt die betreffende Klausel allerdings der Inhaltskontrolle nach § 307 BGB. Diese Norm verbietet ein Abweichen von wesentlichen Grundgedanken der Norm. Unzulässig ist daher ein vollständiger Ausschluss der Rügeobliegenheit durch den Käufer. Der Verkäufer darf die Anforderungen an die Rüge aber auch nicht in unangemessener Weise verschärfen.
Nach § 377 Abs. 5 HGB entfällt die Rügeobliegenheit, wenn der Verkäufer den Käufer über das Vorliegen eines Mangels arglistig getäuscht hat. Eine arglistige Täuschung liegt vor, wenn der Verkäufer entweder um das Vorliegen eines Mangels weiß oder das Vorliegen eines solchen für möglich hält und es unterlässt, darauf hinzuweisen.

### Rechtsfolgen
Rügt der Käufer ordnungsgemäß einen Mangel, darf er diesbezüglich Gewährleistungsrechte geltend machen. Nachdem dies geschehen ist, ist er nach § 379 HGB verpflichtet, die Ware bis zum Nachbesserungsversuch des Verkäufers aufzubewahren. Letztere Regelung bezweckt die Einsparung von Transportkosten, daher gilt diese Regelung nur bei Distanzkäufen, also bei Käufen, deren Beteiligte an unterschiedlichen Handelsplätzen ansässig sind. Unterbleibt die Rüge, gilt die Ware als genehmigt, sodass dem Käufer die Gewährleistungsrechte versperrt sind.
Von § 377 HGB unberührt bleiben Ansprüche wegen der Verletzung von Nebenpflichten, die nicht mit der Mangelhaftigkeit der Sache in Zusammenhang stehen. Hierzu zählt beispielsweise der Verstoß gegen eine Aufklärungspflicht. Ebenfalls von der handelsrechtlichen Regelung nicht betroffen sind deliktische Ansprüche.